# Баха ад-Дин Валад
Мухамма́д ибн Хусе́йн аль-Хатиби́ аль-Балхи́ по прозвищу Баха́ ад-Дин Вала́д (1148 или 1152, Балх — 12 января 1231, Конья) — учитель фикха, руководитель центрального медресе в Конье. Отец знаменитого суфия Джалаладдина Руми и дед основателя мевлевитского тариката Султана Валада. Подобно аль-Иззу ибн Абд ас-Саламу (ум. 1262), носил почётный титул Султан аль-Улама («султан улемов» или «царь учёных»).

## Происхождение и семья
По отцу Баха ад-Дин Валад (он же Баха Валад, Бахауддин) считался потомком первого халифа Абу Бакра. Эта версия звучит в книге «Ибтида-наме» его внука Султана Валада. Шамс ад-Дин Ахмад Афлаки в «Манакиб аль-Арифине», написанном между 1318 и 1353 годами, приводит следующую генеалогию: Абу Бакр — Абд ур-Рахман — Хаммад — Мутаххар — Хусайиб — Мавдуд — Махмуд — Ахмед Хатиби — Хусейн Хатиби — Бахауддин Валад.
Его отец Хусейн бен Ахмед аль-Хатиби являлся известным учёным, в числе учеников которого присутствовал выдающийся законовед Ради ад-Дин ан-Нисабури (ум. 1203). По преданию, Хусейн был женат на Малике-и-Джахан, дочери хорезмшаха Ала ад-Дина Текеша (ум. 1200). Легенда утверждает, будто одновременно Хусейну, шаху, его дочери и визирю приснилось, что Малика-и-Джахан должна выйти замуж за Хусейна. Современные историки не разделяют эти легенды.
Сам Бахауддин был женат на Мумине-Хатун, дочери Рукн ад-Дина, эмира Балха. В момент эмиграции из Государства Хорезмшахов Бахауддин оставил при своей матери в Хорасане дочь Фатиму и старшего сына Хусейна, которые были от двух других жён. Вместе с ним в эмиграцию отправились Мумине-Хатун и двое её сыновей — Аладдин Мухаммед и Джалаладдин Руми.

## Биография
Бахауддин проживал в Балхе (Государство Хорезмшахов), где считался авторитетным факихом. По преданию, одновременно 300 учёных в Балхе, включая и Бахауддина, увидели сон, в котором пророк Мухаммед повелевает называть Бахауддина титулом Султан аль-Улама. Себя Султан аль-Улама относил к духовным последователям суфия Абу Хамида аль-Газали (1058—1111) и входил в круг приверженцев своего современника Наджм ад-Дина Кубра (1145—1221), основавшего суфийский тарикат Кубравия.
На основе изучения «Грамоты хранителя Юрумской астаны» тюменский историк Р. Х. Рахимов выдвинул предположение, что поход исламских миссионеров в Сибирь, описанный в сюжете «О религиозных войнах учеников шейха Багаутдина против инородцев Западной Сибири», был совершён по инициативе Бахауддина Валада, хотя рукописи Н. Ф. Катанова говорят о Бахауддине Накшбанде (1318—1389).
Вступив в конфликт с влиятельным муджаддидом Фахр ад-Дином ар-Рази, поддержанным хорезмшахом Ала ад-Дином Мухаммедом II, в 1212 году Бахауддин с семьёй отправился в добровольное изгнание в Самарканд (напротив, Анри Корбен сообщает, что философ был сослан в Балх). Позже, вернувшись в Балх, в 1219 году по примеру многих вновь покинул родину, опасаясь нашествия монголов. Возникает вопрос об источниках его информированности о монголах. Историк Усман Джузджани сообщает о первом посольстве хорезмшаха к Чингисхану в 1215 году под руководством некоего Баха ад-Дина Рази для проверки сведений о завоевании монголами северного Китая. Любопытно, что имя главы посольства объединяет имена шейхов-соперников: Бахауддина Валада и Фахр ад-Дина ар-Рази. Кроме этого посольства, больше о Бахауддине Рази неизвестно ничего.
Сопровождаемый 40 учениками и последователями (иранское радио сообщает о 300 учениках), Бахауддин Валад отправился в хадж. Предание утверждает, что в последней проповеди в Балхе при большом стечении народа Султан аль-Улама предрёк разрушение города монголами и уничтожение шахской власти. По легенде, в начале пути в Мекку семья посетила в хорасанском Нишапуре поэта шейха Фарида ад-Дина Аттара, который подарил юному Джелаладдину рукопись поэмы «Асрар-наме» (Книга тайн), однако источники не сообщают о такой встрече достоверных сведений. Также по легенде, продолжив свой путь через Багдад, Бахауддин встречался там с главой тариката Сухравардия шейхом Шихаб ад-Дином Умаром аль-Сухраварди. В Багдаде же факих узнал об осаде монголами своего родного Балха. Ещё по одной легенде, багдадский халиф Ан-Насир предложил Бахауддину проповедовать в своём присутствии в соборной мечети. В проповеди Бахауддин упрекнул халифа за неправедный образ жизни и отказался от подарка халифа в 3 тысячи золотых динаров, мотивируя тем, что «это сомнительно и незаконно».
После Мекки семья посетила мечеть Аль-Акса в Иерусалиме, затем побывала в Дамаске, Алеппо, армянской Малатье и остановилась в Акшехире, пригороде Эрзинджана. Эрзинджан был независимым бейликом под управлением династии Менгджукидов. По преданию, специально для Султана аль-Улама жена бея Фахр ад-Дина Бахрам-шаха возвела медресе. Однако Бахауддин надолго там не задержался и в 1222 году через Сивас, Кайсери и Нигде перебрался во входившую в состав Иконийского султаната Ларинду (ныне Караман) под покровительство местного мелика Амира Мусы. В этом городе умерли жена Мумине-Хатун (её саркофаг находится в мечети Актекке) и затем сын Аладдин Мухаммед, а Джелаладдин женился и обзавёлся потомством — сыновьями Султаном Валадом (назван в честь деда) и Аладдином Челеби (названным в честь дяди). В 1229 году Бахауддин принял приглашение иконийского султана Кей-Кубада I возглавить медресе Алтун-Аба в столице султаната городе Конья. Вскоре дворцовый архитектор эмир Бадрэддин Говхарташ возвёл недалеко от султанского дворца специально для Султана аль-Улама новое медресе.

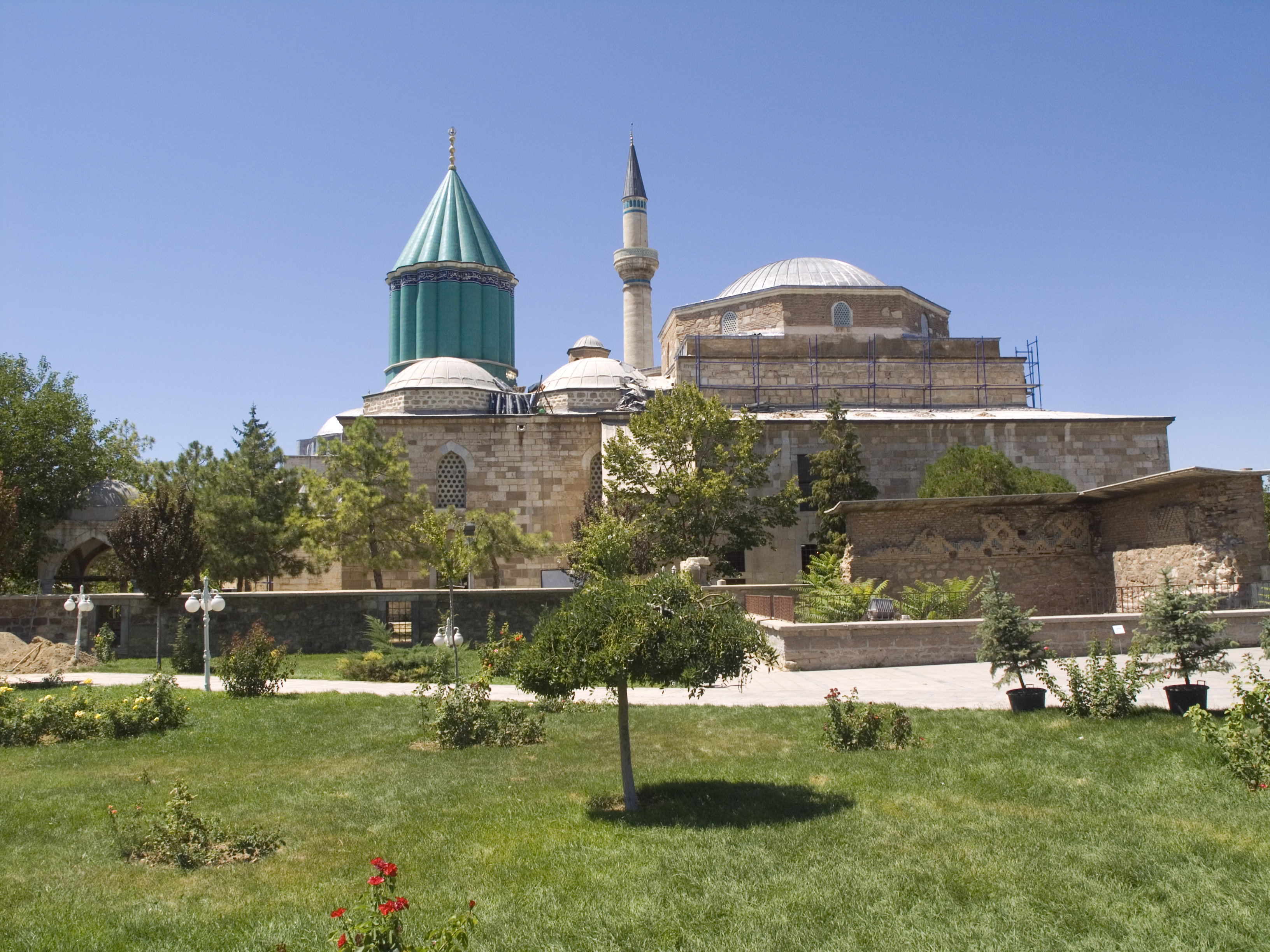
Музей Мевляны в Конье, где погребён Баха Валад.

По разным версиям, Бахауддин скончался 12 января или 23 февраля 1231 года. Султан Кей-Кубад I объявил недельный траур и предоставил для погребения Бахауддина свой розовый сад. Унаследовавший должность отца Джелаладдин Руми был впоследствии погребён рядом, в 1274 году на этом месте возвели мавзолей, а в 1926 году на основе погребального комплекса учреждён Музей Мевляны.
Поэтическая биография Бахауддина изложена его внуком в «Валад-наме», то есть Книге о Валаде (другие названия — «Ибтида-наме», «Маснави-Валади»).

## Творчество и влияние

Обложка «Маарифа» (издание 2009 года).

Единственным сочинением Бахауддина является «Маариф», созданный в форме дневниковых записей. Название может быть намёком на то, что дневник создан в состоянии марифата, предпоследней стадии просветления (Анна-Мария Шиммель отмечает «эксцентричную чувственную образность» дневника). Влияние этого произведения на Джалаладдина Руми до его знакомства с Шамсуддином Тебризи столь велико, что Анри Корбен счёл нужным заметить:

«Маариф», обширное собрание мистических наставлений почтенного шейха Бахауддина, нельзя игнорировать, если мы хотим понять духовную доктрину его сына.

Произведение не было широко распространено. По мнению Колмана Баркса и Джона Мойна, оно изначально предназначалось для узкого круга избранных, кому можно доверить эзотерические знания. Рукопись была обнаружена в XX веке в Тегеране иранским профессором Бади-уз-Заманом Фурузанфаром. Она состояла из трёх списков, собранных в XVI веке разными людьми. Факсимиле рукописи было передано в Стамбульский университет, позже в библиотеке константинопольской Айя София и в музее Коньи были найдены новые тексты, датируемые первой половиной XIV века. Первая публикация произведения началась в 1954 году.

### Список произведений
- Утопленная книга. Размышления Бахауддина, отца Руми, о небесном и земном = Маариф. — М.: Эннеагон Пресс, 2009. — 280 с. — 3,000 экз. — ISBN 978-5-91051-033-7.